# Secamone astephana
Secamone astephana là một loài thực vật có hoa trong họ La bố ma. Loài này được Choux miêu tả khoa học đầu tiên năm 1926.